# 215-ös busz (Budapest)
A budapesti 215-ös jelzésű autóbusz a Nyugati pályaudvar és a Kossuth Lajos tér között közlekedett. A vonalat a Budapesti Közlekedési Zrt. üzemeltette.

## Története
2021. augusztus 20-án közlekedett a Kossuth Lajos tér könnyebb megközelíthetősége végett.

## Útvonala
| Nyugati pályaudvar → Kossuth Lajos tér → Nyugati pályaudvar |
| --- |
| Nyugati pályaudvar M vá. – Teréz körút – Podmaniczky utca – Kálmán Imre utca – Honvéd utca – Báthory utca – Kozma Ferenc utca – Kossuth Lajos tér vá. – Kozma Ferenc utca – Kálmán Imre utca – Szemere utca – Szent István körút – Nyugati tér – Teréz körút – Nyugati pályaudvar M vá. |

## Megállóhelyei
| 0 | Nyugati pályaudvar M végállomás          | 5 | M3 4, 6 72M, 73M 9, 15, 26, 91, 105, 115, 178, 191, 226, 291 S50 , Z50 , S70 , G70 , Z70 , S71 , S72 , Z72 , IC, EC, sebesvonat, gyorsvonat |
| 2 | Báthory utca / Bajcsy-Zsilinszky út      | ∫ | 9, 15, 105, 115, 178 70, 72M, 73M, 78 |
| 5 | Kossuth Lajos tér M vonalközi végállomás | 0 | 70, 78 15, 115 |